# Chapelle des Calvairiennes (Mayenne)
La chapelle des Calvairiennes est une chapelle de la commune française de Mayenne, en Mayenne. Elle est située sur la rive droite de la Mayenne, et a été construite au XVIIe siècle

## Histoire
La chapelle faisait partie d'un couvent appartenant aux Filles du Calvaire, un ordre fondé en 1617 à Poitiers. La construction de ce couvent commença en 1626 et dura une vingtaine d'années. 
La chapelle, commencée dès 1626, présenta rapidement des vices de construction qui nécessitèrent des travaux supplémentaires. Elle fut consacrée en 1655. Le couvent a eu une existence relativement brève, car il fut vendu à la Révolution française. Il fut transformé en collège et seuls la chapelle, le nord du cloître et le logis du chapelain existent encore. 
La chapelle fut fortement remaniée dans un style néogothique en 1866, puis elle fut transformée en préau en 1906. Des travaux de restauration commencés en 1987 ont finalement redonné à l'édifice son aspect d'origine. Il est typique de l'architecture religieuse du XVIIe siècle, avec une façade à bossages et un grand oculus. Le plan répond aussi aux exigences liturgiques des Filles du Calvaire : l'église possède deux chœurs en prolongement, séparés par un retable.
Ce retable, en tuffeau, a été réalisé par Pierre Biardeau,. Le groupe sculpté central en terre cuite représentant une Descente de croix également de Biardeau est aujourd'hui placé dans l'Église Saint-Pierre de Parné-sur-Roc après son acquisition au XIXe. Une copie en plâtre le remplace depuis le remontage du retable lors de la restauration de 1987.
La chapelle est classée monument historique depuis 1967.
Depuis 2000, la chapelle des Calvairiennes est un centre d'art contemporain. Le Centre d'art contemporain Le Kiosque y propose de trois à cinq expositions d'art contemporain et de design graphique par saison culturelle.